# Klemenčevo
Klemenčevo – wieś w Słowenii, w gminie Kamnik. W 2018 roku liczyła 10 mieszkańców.